# Плутонийдиосмий
Плутонийдиосмий — бинарное неорганическое соединение
плутония и осмия
с формулой Os2Pu,
кристаллы.

## Получение
- Сплавление стехиометрических количеств чистых веществ:

{\displaystyle {\mathsf {Pu+2Os\ {\xrightarrow {1500^{o}C}}\ Os_{2}Pu}}}

## Физические свойства
Плутонийдиосмий образует кристаллы двух модификаций:
- гексагональная сингония, пространственная группа P 63/mmc, параметры ячейки a = 0,5337 нм, c = 0,8682 нм, Z = 4, структура типа дицинкмагния MgZn2  (фаза Лавеса)[1][2][3];
- кубическая сингония, пространственная группа F d3m, параметры ячейки a = 0,753 нм, Z = 8, структура типа димедьмагния MgCu2 [4].

Соединение конгруэнтно плавится при температуре >1500°С.